# Артемьев (лунный кратер)
Кратер Артемьев (лат. Artemʹev) — крупный ударный кратер, расположенный на обратной стороне Луны. Название дано в честь советского конструктора ракетной техники Владимира Андреевича Артемьева (1885—1962) и утверждено Международным астрономическим союзом в 1970 г. Образование кратера относится к раннеимбрийскому периоду.

## Описание кратера
Ближайшими соседями кратера являются кратер Цандер на юго-западе; кратер Кибальчич на юге-юго-западе; кратер Чосер на юге-юго-востоке, кратер Кекуле на северо-востоке и кратер Гарвей на севере. Кратер частично перекрывает соизмеримый по размерам сателлитный кратер Артемьев G, примыкающий к нему на юго-востоке. Селенографические координаты центра кратера — 10°24′ с. ш. 145°13′ з. д. / 10,40° с. ш. 145,22° з. д., диаметр — 66 км, глубина — 2,75 км.
Кратер имеет почти правильную циркулярную форму, однако подвергся существенным разрушениям от последующих импактов. Высота вала над окружающей местностью составляет 1260 м, объем кратера — около 3900 км3. Дно чаши кратера сравнительно ровное, отмеченное несколькими мелкими кратерами. Южная часть кратера покрыта породами, обрушившимися с внутреннего склона.
Кратер находится в возвышенной местности, образованной породами, выброшенными при импакте, образовавшем гигантский кратер Герцшпрунг, центр которого находится в 600 км в юго-восточном направлении.

## Сателлитные кратеры
| Артемьев | Координаты                                              | Диаметр, км |
| -------- | ------------------------------------------------------- | ----------- |
| G        | 10°01′ с. ш. 143°41′ з. д. / 10,01° с. ш. 143,69° з. д. | 61          |
| L        | 7°58′ с. ш. 144°12′ з. д. / 7,96° с. ш. 144,20° з. д.   | 28          |

- Образование сателлитного кратера Артемьев G относится к донектарскому периоду[4].